# ALWAYS 三丁目の夕日
『ALWAYS 三丁目の夕日』（オールウェイズ さんちょうめのゆうひ）は、西岸良平の漫画『三丁目の夕日』を原作とした2005年の日本映画である。主演は吉岡秀隆。11月5日公開。配給は東宝。製作は日本テレビ・読売新聞・小学館・電通など（製作委員会方式）。

## 概要
昭和33年（1958年）の東京の下町を舞台とし、夕日町三丁目に暮らす人々の温かな交流を描くドラマに仕上がっている（当時の港区愛宕界隈を想定している）。
建設中の東京タワーや上野駅、蒸気機関車C62、東京都電など当時の東京の街並みをミニチュアとVFX（CG）で再現した点が特徴である。昭和30年代の街並みが再現されたコンピュータシミュレーションでは、東京工科大学メディア学部の研究室が協力した。
映画に出てくる、三丁目の住宅、商店、街並みは全てセットで再現されており、東宝第2・9ステージ及び、群馬県館林市の大西飛行場跡地に建設されたオープンセットで撮影された。三輪自動車ミゼット、家電、店内の商品などはほとんどが各地から集められた本物である。
山崎貴監督によると、当時の現実的情景の再現以上に、人々の記憶や心に存在しているイメージ的情景の再生を重視したようである。
多くの映画賞を受賞し、高い評価を得ている。2005年12月22日、第29回日本アカデミー賞において全部門（13部門）でノミネート。2006年3月3日、日本アカデミー賞の最優秀賞発表では、この13部門の内12部門で最優秀賞を獲得した。

## ストーリー
昭和33年春、東京の下町、夕日町三丁目にある鈴木オート。そこに集団就職列車に乗って青森から六子（むつこ）がやってくる。社長の小学生の息子からは「六（ろく）ちゃん」と呼ばれ親しまれるが、大手の自動車会社に就職できるかと期待していた六子は、小さくて古臭い自動車修理工場の鈴木オートに内心がっかりしていた。
その向かいにある駄菓子屋「茶川商店」の主人・茶川竜之介は小説家。茶川は居酒屋「やまふじ」の美人店主・石崎ヒロミから見ず知らずの子供・古行淳之介を酔った勢いで預かってしまう。淳之介を帰すに帰せず、二人の共同生活が始まる。

## 登場人物

### 主要人物
茶川竜之介（ちゃがわりゅうのすけ）：吉岡秀隆
鈴木オートの向かいにある茶川駄菓子店を渋々経営（元々は祖母の店、亡くなったときに引き継いだ様子）しているが、本当は芥川賞を受賞し、小説家として一流になることを望んでいる。しかし不選考ばかりで三丁目の住人からも「文学崩れ」と馬鹿にされており、児童向け冒険小説で食いつないでいたところへ、ひょんなことから淳之介を引き取るはめになる。最初は淳之介を毛嫌いしていたが、徐々に打ち解け、次第に面倒を見るようになる。東大文学部卒で出身は長野県の裕福な名家だが、家を継がなかったことで親に勘当され、駄菓子屋を経営している伯母のところに転がり込み、現在に至る。鈴木則文には｢文学｣とあだ名される。ボサボサ髪をかきむしるのが特徴で、分厚い眼鏡をかけている。竜之介と淳之介の二人所帯なので、ヒロミが頻繁に家事を手伝いに来る。ヒロミに淡い恋心を抱き、それを確信して結婚指輪を買いに行くも先立つ物が無く、稿料の前借りも断られ、結局、指輪の箱だけでクリスマス・イブにプロポーズする。好感触であったが、翌日ヒロミは消えてしまった。淳之介の実父である川渕が淳之介を引き取りに来た頃には、淳之介との絆ができつつあったため、激しく動揺する。結局、淳之介の将来を考慮して引き取りを認めるものの、川渕の下から逃げ帰って来た淳之介を突き放そうとする。それでも頑なに離れようとしない淳之介に心打たれた竜之介は固く抱擁を交わし家に連れ戻った。
鈴木則文：堤真一
有限会社鈴木オート社長。太平洋戦争から復員後、苦労して鈴木オートを開業した。原作での穏やかな人柄とは異なり、口より先に手が出る性格で、激怒すると髪の毛が逆立ち竜之介を突き飛ばしたり、ガラス戸も打ち破るほどの力を発揮する。反面、一平にクリスマスプレゼントを用意したり、六子の帰郷を気遣うなど父親らしい優しさをときに見せる。竜之介とは普段いがみ合うも、金策に走る竜之介にお金を工面してやるなど、良い近所づきあいをしている（竜之介は「鈴木オート」と呼んでいる）。
鈴木トモエ：薬師丸ひろ子
則文の妻で働き者。やんちゃな一平に対する優しさや愛情のある躾や、住み込み社員である六子に実の娘のように接するなど、日本の母親像の模範を体現したような人格（かかあ天下気味の原作に比べ、性格は温厚）。則文が暴走した時のストッパー役でもある。
鈴木一平：小清水一揮
鈴木家の長男（一人っ子）。毎日のように外で友人と遊び回る元気な小学校4年生。最初は生真面目な淳之介を余り良く思っていなかったが、彼が書いたSF小説に感動し親友となる。この当時の典型的な（下町の）子供像である。
星野六子（ほしのむつこ）：堀北真希
青森から集団就職でやってきた女学生。原作では六郎と言う青年だったが、映画版では女性。履歴書の特技の欄に記載した自転車の修理を則文に自動車の修理と勘違いされたまま採用（原作では六郎が漢字を書き間違えた）。上京後、到着した鈴木オートの現場を見た時は呆然とした。仕事中に則文から理不尽に叱責されたのを受け、則文に不満をぶつけた際、則文が六子に向かって暴れ出したため、茶川商店の部屋の押入れに隠れた（則文は六子の鞄を2階から投げ出した）。一時は解雇の危機に瀕したが、前記の間違いに気づいた則文に謝罪され和解。その後努力を重ね仕事を覚えていき、夏を迎えた頃には鈴木家の家族同然となる。注射が大の苦手であり、食あたりを起こし宅間先生に注射をされた際には「アクマ〜〜〜！！！」と絶叫する。愛称は「ロク（ちゃん）」（「むつこ」の六から）。田舎に帰ることを何かと理由をつけて拒んでおり、その理由を話したがらなかったが、母親から「口減らしと言われた」「就職が決まり東京に出す事を喜んでいた」等の理由で、自分は家族に捨てられたと思い込んだ。ほどなく、トモエが六子の母から毎月送られて来たと言う手紙の束を渡し、「（手紙を送っている事は）言わないでって言われてたのよ」と説明すると、納得して号泣し、年末年始を過ごしに帰郷の途に着いた。
石崎ヒロミ：小雪
居酒屋『やまふじ』を経営している。夕日町に来て日が浅いもののすっかり町に溶け込み、店には常連客が通いつめるまでになった。淳之介の母親と知り合いだったため、淳之介を引き取る羽目になるが、竜之介を言いくるめて淳之介を茶川商店に居候させる。手伝いをしていくうちに竜之介に惹かれて行きプロポーズをされ、受け入れる仕草を見せるも、父親の借金のカタになってストリップ劇場のストリッパーになってしまった。しかし、竜之介を思う気持ちは忘れていなかった。
古行淳之介（ふるゆきじゅんのすけ）：須賀健太
和子の子（今の処、父親の名乗りは川渕康成のみが挙げている）。母親の和子に捨てられ、ヒロミと和子が知人関係だったために一旦ヒロミに引き取られる。その後、酔いつぶれた竜之介に半ば押し付けられる形で引き取られ、最初は邪魔者扱いされていたが竜之介の執筆する冒険小説のファンであったことから徐々に打ち溶け合っていく。無口でシャイながら頭の良い少年で、SF小説を書くことが趣味。竜之介からクリスマスにもらった万年筆を終始大事にしている。
大田キン：もたいまさこ
たばこ屋の店主。自転車やコーラなど、新しい物に目が無い。自転車の暴走で度々商店街の人々に迷惑を掛けている。
宅間史郎：三浦友和
町医者を務める小児科医。性格は至って温厚で住民からの信頼も厚い好人物だが、注射が苦手な子供たちからは名前と引っ掛けた「アクマ先生」の異名で恐れられる。13年前の空襲で妻と娘を失い、強い喪失感を抱きながら、一軒家で独り身の生活をしている。酒に酔うと道端で寝てしまい、妻子との家族団欒の夢を見てしまう。
宅間の妻：麻木久仁子・ 宅間の娘：重本愛瑠
宅間先生の夢の中にだけ登場する人物。空襲で亡くなる前の姿のままで、妻は若く、娘も幼い。宅間先生の心の一部が「時計の止まった状態」になっていることを象徴している。
川渕康成：小日向文世
王手興産株式会社社長で淳之介の実父とみられる人物。竜之介のところで同居していた淳之介を引き取ろうとする。言動や容姿は紳士的だが慇懃無礼な一面があり、庶民を見下している節がある（続・三丁目の夕日では、鈴木オートを「ポンコツ屋」呼ばわりして則文を激怒させた）。冷徹な人間に見えるが、息子の淳之介のことは気に掛けている。
佐竹幸弘：小木茂光
川渕康成の秘書。川渕の命令で、妾の子の淳之介を捜す。その様子を目撃したトモエが人さらいと勘違いし、混乱を招くことになる。
古行和子：奥貫薫
淳之介の母。高円寺の和菓子屋に身を寄せている。劇中では言及されていないが、店の主人とは内縁関係である様子が窺え、対面を諦めて帰ろうとする淳之介の台詞がそれを示唆している。
静夫：石丸謙二郎
和子の同居人。和菓子屋「藤戸」の店主でもある。和子の頼みで、訪ねてきた一平と淳之介から和子を匿う。

### その他
- 三郎：高橋征也
- 雄一郎：持丸加賀
- 精肉店・丸山：マギー
- 自転車屋・吉田：温水洋一
- 電気屋：木村祐一
- 氷屋（水野）：ピエール瀧
  - 本作中では電気冷蔵庫の登場で失職したような描写がある。次作ではアイスキャンディー屋に転職している。次々作ではコーラの自動販売機も導入した。
- 郵便配達：神戸浩
- 中島巡査：飯田基祐
- 不動産屋：松尾貴史
- 劇場・支配人：益岡徹
- 通行人：羽鳥慎一（当時日本テレビアナウンサー）
- 富山の薬屋：村松利史
- 小学校の先生：岡田薫

## スタッフ
- 監督･脚本･VFX：山崎貴
- 原作：西岸良平
- 脚本：古沢良太
- 撮影：柴崎幸三
- 照明：水野研一
- 美術：上條安里
- VFXディレクター：渋谷紀世子
- 録音：鶴巻仁
- 編集：宮島竜治
- 主題歌：D-51 「ALWAYS」

### 製作委員会
- 日本テレビ放送網
- ROBOT
- 小学館
- バップ
- 東宝
- 電通
- 讀賣テレビ放送
- 読売新聞
- 白組
- IMAGICA
- 札幌テレビ放送
- 宮城テレビ放送
- 中京テレビ放送
- 広島テレビ放送
- 福岡放送

## 製作

### 阿部の昭和企画
平成に入ってから、阿部秀司は昭和、特に自分が少年時代だった昭和30年代の映画を作りたいと事あるたびに発言していた。ロボット社内の企画会議では「阿部の昭和企画」と呼ばれていた。「阿部の昭和企画」のシンボルは、幼い頃に見た建設中の東京タワー。阿部は東京タワーが少しずつ空に伸びていく姿を見た時の興奮や感動を映画の観客にも追体験してもらいたかった。
他のプロデューサーから西岸良平の『三丁目の夕日』というヒントをもらう。阿部にとって旧知の好きなマンガだったが、『三丁目の夕日』は劇画ではないので〔実写〕映画化は難しいように思えた。
既に昭和を懐かしむような懐古ブームが一段落ついた状態で、今から「昭和」を扱っても当たらないと意見された。また、「建設中の東京タワー」に一番興味を持ちそうな団塊の世代は、同時に、一番映画館に来ない世代でもあった。そのため、マーケットが存在しない「阿部の昭和企画」は大反対された。しかし、阿部は団塊の世代が映画館に来ないのではなく、団塊の世代が本当に見たい映画が作られてこなかった結果であり、団塊の世代800万人の1割でも映画館に足を運んでもらえる映画を作れば成功すると前向きに考えた。周囲には否定的な意見が多かったが、日本テレビの奥田誠治エグゼクティブプロデューサーの支持を得て、次の段階に進むことができた。

### 監督
2002年、VFXを得意とする「白組」に属する山崎貴監督とロボットの阿部秀司はタッグを組み、SFアクション映画『リターナー』を製作した。『リターナー』は評判も良く、主演の金城武からも次回作を期待されていた。
山崎監督の3作目として『リターナー』の続編を含め様々な企画が検討されたが、当時、ロボットの社長だった阿部から西岸良平の『三丁目の夕日』を切り口に昭和ものの映画を製作するというアイディアが出てきた。山崎監督は西岸良平のマンガが大好きだったし、いつか人情物の映画を撮りたいという願望もあった。現代を舞台に人情物をやるには、どうしても照れが出てしまうが、普通に人情物ができそうな昭和30年代を舞台にした『三丁目の夕日』は〔客観的に見れば〕良い企画に思えたが、だからといって積極的に自分で選んだ企画ではなかった。
山崎監督が乗り気でないのは阿部にも分かっていたが、山崎監督のVFX技術が「阿部の昭和企画」には是非とも必要だった。阿部は、ジェームズ・キャメロンが『ターミネーター』の後に『タイタニック』を撮ったことを引き合いに出し、山崎に対し『ジュブナイル』『リターナー』とSF映画がデビューから2本続いたので3作目も同じ様な映画だと「SF映画監督」というレッテルを貼られると説得した。さらに、山崎監督のVFX技術に対し「空想の物なら表現できるが、実際にあったものは再現できないんだろ? 」と鎌をかけた。結局、「できます」と答えた山崎監督は企画の物語作りから参加することになった。クリエイターが「嫌だ」という仕事を、「自発的にやりたい」という気持ちに誘導することも映画プロデューサーの大事な仕事だと、阿部は自著の中で述べている。
映画が完成した時点でも、山崎は〔VFXマン兼映画監督の〕自分をよく『三丁目の夕日』の監督にしたなと思わずにはいられなかった

### パイロット版
未だロボット社内に反対や否定的な意見が多い中で阿部秀司エグゼクティブ・プロデューサーが山崎監督と物語作りの進めている頃、出資者に対するプレゼン用に二人はパイロット版を作成した。パイロット版には2個の目的があった。1個目はVFX技術でどれだけ昭和33年当時の風景を再現できるかの確認。2個目は観客の心を揺さぶるストーリーを持った映画であることを出資者などに伝えることだった。そのためにパイロット版にも簡単なストーリーが必要だった。予算の都合でセットまでは組めないので、東京・小金井市にある江戸東京たてもの園の建物を借り、20人の役者を使い撮影を行った。3分30秒のパイロット版には2000万円の費用が掛かった。映画化の目処（）が立っていない段階での2000万円は阿部にとっても大きな冒険だった。しかし、企画書で「建設中の東京タワーの前を都電が走る」と文字で説明されてもピンとこなかった人達が、パイロット版を見ると雪崩を打つように賛成派に回った。

### タイトル
山崎監督含め原作通りの映画タイトル『三丁目の夕日』を支持する意見も多かったが、阿部秀司エグゼクティブ・プロデューサーによって、タイトルが「ALWAYS」 、サブタイトルが「三丁目の夕日」に決まった。コピーライター経験もある阿部は、映画と観客との最初の接点となるタイトルを重要視している。「ALWAYS」には、文字の力強さ・心地良い音の響きというメリットのほかに、「いつまでも変わらないもの、いつまでも変えてはいけないもの」といったこの映画のメッセージが込められている。邦画で、しかも昭和33年を舞台にしているのに、英語タイトルというミスマッチも面白いと判断した。
しかし、映画評論家・ラジオDJのライムスター宇多丸は、英語タイトルを付加することについて、雰囲気横文字は田舎の喫茶店の名前みたいで野暮だと指摘し、この命名法を「山崎メソッド」と呼んで馬鹿にしている。

### 長回しのワンカット
撮影に入る直前のミーティングで、阿部秀司エグゼクティブ・プロデューサーはタイトルが表示されるまでの冒頭のシーンを長回しのワンカットで撮ることを山崎監督やスタッフに突然提案した。冒頭のシーンは次のようになっている。一平が三丁目の路地裏から模型飛行機を飛ばす。模型飛行機は都電が走る大通りに飛んでいく。都電が走り去るその先には建設途中の東京タワー。そして、映画のタイトルが表示される。多くのスタッフがカット割りして撮影する予定でいた。三丁目の路地裏のセットは都内の屋内スタジオ〔東宝スタジオ〕、大通りのセットは群馬県館林市にある屋外オープンセットなので、阿部の提案を否定する声も多かった。
しかし、この阿部の無理難題に対して、山崎監督と各スタッフは知恵を絞り、模型飛行機をCGにすることで解決した。「一平が模型飛行機を飛ばす路地のシーン（屋内スタジオ）」と「大通りのシーン（屋外オープンセット）」の間に、「模型飛行機が家々の屋根の間を飛んでいくシーン（VFX）」を挟むことによって、〔模型飛行機は常に映りづづけているので〕長回しのワンカットとなっている。阿部の提案をあまり重要視していなかったが、映画が完成してみると冒頭シーンが一番印象的なものになっていたと山崎監督は述べた。

### SL
上野駅シーンで蒸気機関車が必要になるが、多くの映画やドラマで使用されている大井川鉄道でのロケは行わなかった。昭和33年当時、常磐線で使用されていたのは最も大型の蒸気機関車C62やD51で、それに対し大井川鉄道の蒸気機関車は小型であるためである。ロケには京都の梅小路蒸気機関車館（当時）にて動態保存されているC62 2（日立製）を使用した。ただし、上野に乗り入れていたC62が川崎重工製だったので、メーカーのプレートは変更している。

### 映画のリアリティ
鈴木家が買ったばかりのテレビを茶川が完全に分解してしまい電気屋が引き取るシーンの撮影中、分解されたテレビの真空管が使い古しのものであることに阿部秀司エグゼクティブ・プロデューサーが気付くと、新品のテレビを分解したのだから部品も新品でなければならないと撮り直しを命じた。また、昭和33年当時はハエがところ構わず飛んでいたのでCGで付け加えさせた。
鈴木オートの社長が乗るダイハツ・ミゼットは1957年（昭和32年）生産開始なので、映画のようにボロボロになっているのは現実のリアリティから考えるとおかしい。また、三丁目の街並みも戦後の焼け野原から復興したことを考えると、もっと新しく見えるはず。しかし、阿部によれば、映画の観客が求めているものは「古き良き時代の懐しさ」であるので、わざと古く見せる美術（エイジング）を施した方がしっくりくる。現実のリアリティよりも映画のリアリティを選択した本作の世界観を、阿部は本物よりも本物らしく見せる「1/1の模型」と呼んでいる。

### 製作
時代劇と違って、近過去である昭和33年当時を知っている人は沢山いるのに、山崎監督自身は生まれる前なので知らないという不安もあった。山崎監督は参考にする為に多数の昭和30年代の映画を見た。そして、昔から好きだった、小津安二郎の『お早よう』のようなコメディを目指した。また、原作のマンガは、短いエピソードの積み重ねなので、そのままの実写化ではブツ切れで纏（）まりのない映画になってしまう事を避ける為、群像劇で複数の話を同時進行させる『ラブ・アクチュアリー』の語り口を参考にしている。
当初、本作はロケでの撮影が可能だと考えていたが、映画で使えるような広い範囲で、昭和33年当時の雰囲気が残る場所は、日本中を探してみても存在しなかった。その為、セットとCGを併用した撮影となり、街角で起きる、ちょっとした人情話に多額の費用をかける事となった。
2004年12月2日、東宝スタジオで本作の製作発表記者会見が開かれた。会見終了後、総工費4億円を費やした精巧な街並みのセットが披露された。監督としては、素晴らしいセットが美術部によって作られたのは喜ぶべき事だったが、〔ポストプロダクションで、〕それらのセットに見合うCG、街並みのロングショットを作らねばならないのかと、CGチームの一員でもある山崎は恐怖も感じていた。最初は、セットの撮影では嘘っぽくなる事に抵抗があったが、照明部の努力により、例えば、夏のシーンは山崎監督自身も真夏の日中に外で撮影している感じがするまでの映像になった。
撮影においては、昭和33年にタイムトラベルしたスタッフが、実際の街や景色を現地でロケしているつもりで臨み、セット撮影の制限事項を無視した形を採った。例えば、カメラがセットの外に移動しようが、クレーンが動いて、セットの奥が見えようが、セットの天井が写り込もうが、不具合は後でCGで直しますと山崎監督はOKを出した。その為、キネマ旬報によれば、本作はセット撮影の限界を感じさせない映像となっている。
2005年10月24日、第18回東京国際映画祭の特別招待作品として本作が上映された。

## 封切
キネマ旬報の掛尾良夫は、原作マンガ『三丁目の夕日』は長期連載のため認知度は高いが爆発的ベストセラーではない点、掲載誌『ビッグコミックオリジナル』の中では渋い7番バッターのイメージである点、原作マンガのファンは高齢男性と想定され、高齢男性は最も映画館に足を運ばない層である点からヒットするとは考えていなかった。しかし、映画公開中の日劇2で行われた東宝の調査で本作の観客の男女比は57対43、年齢層は多い順に40代が37％、50代22％、20代15.6％、30代14.5％となり、掛尾の予想とは大きく異なった。鑑賞の動機は「面白そうだから」、「昭和30年代が舞台だから」。
全国271スクリーンで公開され、2005年11月5日・6日の全国週末興行成績（興行通信社）では観客動員が16万4023人、興行収入2億1418万円を記録し、首位で初登場する。阿部秀司エグゼクティブ・プロデューサーは初週の興行収入に3億円を期待していた。公開2週目の11月12日・13日は前週末以上の興行収入2億1600万円となり、首位をキープした。口コミで本作の評判が伝わり、それが2週目の前週対比100.1%といった数字に表れている。公開9日目に累計興行収入は6億6000万円強となった。映画.comの駒井尚文は、最終的に興行収入が20億円に達する可能性があると予想した。キネマ旬報の掛尾良夫は20億円は確実、25億円も狙えると予想。公開3週目の11月19日・20日も首位となりV3を達成。公開4週目の11月26日・27日に首位を『ハリー・ポッターと炎のゴブレット』に譲るが、累計興行収入は15億円を突破する。公開5週目の12月3日・4日に累計興行収入は20億円に近づく。12月19日には累計興行収入は22億円に到達する。全国200館を越す映画館で上映延長が決定し、年越しロングラン上映となった。公開10週目の2006年1月7日・8日までトップ10にランクインした。最終興行収入は32.3億円となった。観客動員は284万人。

## 作品の評価

### 映画批評家によるレビュー
- 佐藤忠男によれば、昭和33年を念入りに再現した本作は、CGの活用の仕方のひとつのマイルストーンになると評価する[57]。風俗の描写が緻密でよく出来ているとも述べている[57]。役者については、吉岡秀隆は好演、堤真一は当り役、三浦友和は当時の雰囲気を感じさせるとしている[57]。
- 石飛徳樹によれば、昭和33年の風景を見るだけならば、いくらCGで上手く再現したとしても小津安二郎などの昔の映画には敵わないが、本作は当時を子供目線で再現することで昔の映画に対し差別化をしていると述べている[58]。そのため、大人なら見える世の中の汚い部分や〔社会〕問題は切捨てられ、夢と希望に満ちた物語となっている[58]。本作が本当に再現したのは、〔昭和33年の風景などではなく〕当時の人々の素朴な心の動きだとも断言する[58]。〔シナリオ的には、〕「原因」（例えば、賞味期限の切れたシュークリームに興味を示す六子）と「結果」（腹痛に苦しむ六子）の間に、ただ単純に時間経過を置くだけで「原因」は「伏線」に昇華され、観客を笑わせたり、あるいは泣かせることに成功している[58]。
- 評論家の川本三郎は「単なるノスタルジー」という批判に対し、次のように擁護している。

- イラストレーターの安西水丸は『ホテル・ルワンダ』が満員だったので仕方なく鑑賞した[59]。役者達の演技は皆よかったが、鈴木一平役の小清水一輝と母親役の薬師丸ひろ子が印象的だったと書いている[59]。
- 批評家の石岡良治は、当時の日本にあったはずの不衛生な臭いが表現されてない、無菌化されていると否定的なニュアンスで語っている[60]。
- 社会学者の難波功士は「三丁目の夕日」的懐古による昭和30年代論に対して、昭和30年代は現代とまったく異なるユートピアでも未開のディケイドでもない、と反駁している[61]。

### その他の反響
当時を知る製作委員会の人たちが本作のオールラッシュ〔荒編集の試写〕を見終わって、映画の感想を述べるのではなく、あの頃はああだった、こうだったと話を延々と始めた。本作が完全に「記憶再生装置」になっていると山崎監督は解説する。
安倍晋三は2006年7月に出版された『美しい国へ』（文藝春秋）の中で、「映画『三丁目の夕日』が描いたもの」として、本作品について取り上げている。また、2007年4月に中国の温家宝首相が日中会談で安倍晋三との会談の際に、本作を観たと述べた。
この映画の影響の一つに、薬師丸ひろ子の「NHK紅白歌合戦」の出演が挙げられる。この映画のヒットや彼女の演技が高く評価され、2005年12月28日に「紅白歌合戦」の審査員として出演することが発表され、31日に出演した。

### 受賞歴
- 第30回報知映画賞（2005年11月29日発表）
  - 最優秀作品賞：「ALWAYS 三丁目の夕日」
  - 最優秀助演男優賞：堤真一
  - 最優秀助演女優賞：薬師丸ひろ子
- 第18回日刊スポーツ映画大賞・石原裕次郎賞（2005年12月28日授賞式）
  - 石原裕次郎賞
  - 助演男優賞：堤真一
  - 助演女優賞：薬師丸ひろ子
  - 第1回日刊スポーツ映画読者賞（邦画242本中第1位）
- 第60回毎日映画コンクール（2006年1月19日発表）
  - TSUTAYAファン賞
  - 撮影賞：柴崎幸三
  - 美術賞：上條安里
  - 技術賞：VFXスタッフ
- 第20回デジタルコンテンツグランプリ（2006年1月25日）[62]
  - DCAj会長賞：山崎貴監督・白組
- 第10回日本インターネット映画大賞
  - 日本映画作品賞
  - 監督賞（山崎貴）
  - 助演男優賞（堤真一）
  - 助演女優賞（薬師丸ひろ子）
  - 新人賞（堀北真希）
- 第11回AMDアワード（2006年2月1日)
  - Best Director賞：山崎貴[63][64]
- 第27回ヨコハマ映画祭 （2006年2月5日） [65][66]
  - 技術賞：山崎貴
  - 助演女優賞：薬師丸ひろ子
  - 最優秀新人賞：堀北真希
  - 日本映画ベストテン 第3位
- 2005年度日本映画ペンクラブ賞 （2006年2月6日）　
  - 日本映画ベスト1
- 第48回ブルーリボン賞（2006年2月7日）
  - 助演男優賞：堤真一
  - 助演女優賞：薬師丸ひろ子
- 2006エランドール賞（2006年2月9日）[67]
  - 作品賞「TV Taro賞」（映画部門）
  - プロデューサー賞：阿部秀司
  - 新人賞：堀北真希
- 第79回キネマ旬報ベスト・テン（2006年2月11日）
  - 読者選出日本映画ベスト・テン第1位
  - 委員選出日本映画ベスト・テン第2位
  - 日本映画助演男優賞：堤真一
  - 日本映画助演女優賞：薬師丸ひろ子
  - 読者選出日本映画監督賞：山崎貴
- 第3回シネマ夢倶楽部賞・ベストシネマ賞（2006年2月20日）
  - シネマ夢倶楽部賞：東宝（株）
  - ベストシネマ賞：「ALWAYS 三丁目の夕日」
- 第29回日本アカデミー賞（2006年3月3日発表）[68]
  - 最優秀作品賞：「ALWAYS 三丁目の夕日」
  - 最優秀監督賞：山崎貴
  - 最優秀脚本賞：山崎貴・古沢良太
  - 最優秀主演男優賞、：吉岡秀隆
  - 最優秀助演男優賞：堤真一
  - 最優秀助演女優賞：薬師丸ひろ子
  - 最優秀音楽賞：佐藤直紀
  - 最優秀撮影賞：柴崎幸三
  - 最優秀照明賞：水野研一
  - 最優秀美術賞：上條安里
  - 最優秀録音賞：鶴巻仁
  - 最優秀編集賞：宮島竜治
  - 新人俳優賞：堀北真希
  - 優秀主演女優賞：小雪
- 第25回藤本賞（2006年6月7日）
  - 特別賞：阿部秀司・奥田誠治
- 第20回DVDでーた大賞（2007年4月24日）
  - 日本映画賞

### テレビ放映
2006年12月1日に『金曜ロードショー』でテレビ初放送（45分拡大）され、22.5%の高視聴率を記録した。また2007年11月2日にも、続編の公開前日特番として同枠で2回目の放送（45分拡大）を行い、こちらも20.8%という高視聴率をマークした。2010年4月9日（30分拡大）・2012年1月13日にも同枠で放送された。

### 続編
公開中から続編の制作が噂されてきたが、2006年11月に『ALWAYS 続・三丁目の夕日』の制作が発表された。本作のラストシーンから4カ月後の昭和34年（1959年）春を舞台に描かれ、本作の出演者がほぼそのまま出演した。2007年1月クランクイン、2007年11月3日公開。2007年10月15日、東京日本橋で映画の発表会が行われた。
さらに、昭和39年（1964年）を舞台にした3作目の『ALWAYS 三丁目の夕日'64』が2012年1月21日に公開された。

## 音楽
音楽は佐藤直紀が手がけた。サウンドトラックは2005年10月21日にバップより発売された。
トラックリスト
| 全作曲: 佐藤直紀。 |                                       |      |            |      |
| #                  | タイトル                              | 作詞 | 作曲・編曲 | 時間 |
| 1.                 | 「Always 三丁目の夕日 Opening Title」 |      | 佐藤直紀   | 2:52 |
| 2.                 | 「希望を胸に」                        |      | 佐藤直紀   | 2:32 |
| 3.                 | 「小説家 茶川竜之介」                 |      | 佐藤直紀   | 1:30 |
| 4.                 | 「初めての東京」                      |      | 佐藤直紀   | 1:21 |
| 5.                 | 「竜之介と淳之介」                    |      | 佐藤直紀   | 2:02 |
| 6.                 | 「朝寝坊」                            |      | 佐藤直紀   | 1:41 |
| 7.                 | 「少年冒険団」                        |      | 佐藤直紀   | 1:07 |
| 8.                 | 「怒りの鈴木オート」                  |      | 佐藤直紀   | 1:43 |
| 9.                 | 「鈴木オートの夢」                    |      | 佐藤直紀   | 1:41 |
| 10.                | 「ライスカレー」                      |      | 佐藤直紀   | 1:20 |
| 11.                | 「我が家にテレビがやってきた」        |      | 佐藤直紀   | 1:24 |
| 12.                | 「記憶」                              |      | 佐藤直紀   | 0:59 |
| 13.                | 「冷蔵庫もやってきた」                |      | 佐藤直紀   | 1:28 |
| 14.                | 「少年冒険団II」                      |      | 佐藤直紀   | 1:01 |
| 15.                | 「高円寺へ」                          |      | 佐藤直紀   | 1:33 |
| 16.                | 「帰り道」                            |      | 佐藤直紀   | 0:46 |
| 17.                | 「クリスマスプレゼント」              |      | 佐藤直紀   | 3:10 |
| 18.                | 「指輪」                              |      | 佐藤直紀   | 1:50 |
| 19.                | 「冬の日の出来事」                    |      | 佐藤直紀   | 1:49 |
| 20.                | 「大晦日」                            |      | 佐藤直紀   | 1:23 |
| 21.                | 「突然の別れ」                        |      | 佐藤直紀   | 1:40 |
| 22.                | 「家族の絆」                          |      | 佐藤直紀   | 3:07 |
| 23.                | 「Always 三丁目の夕日」               |      | 佐藤直紀   | 5:59 |

## ロケ地
- 岡山県

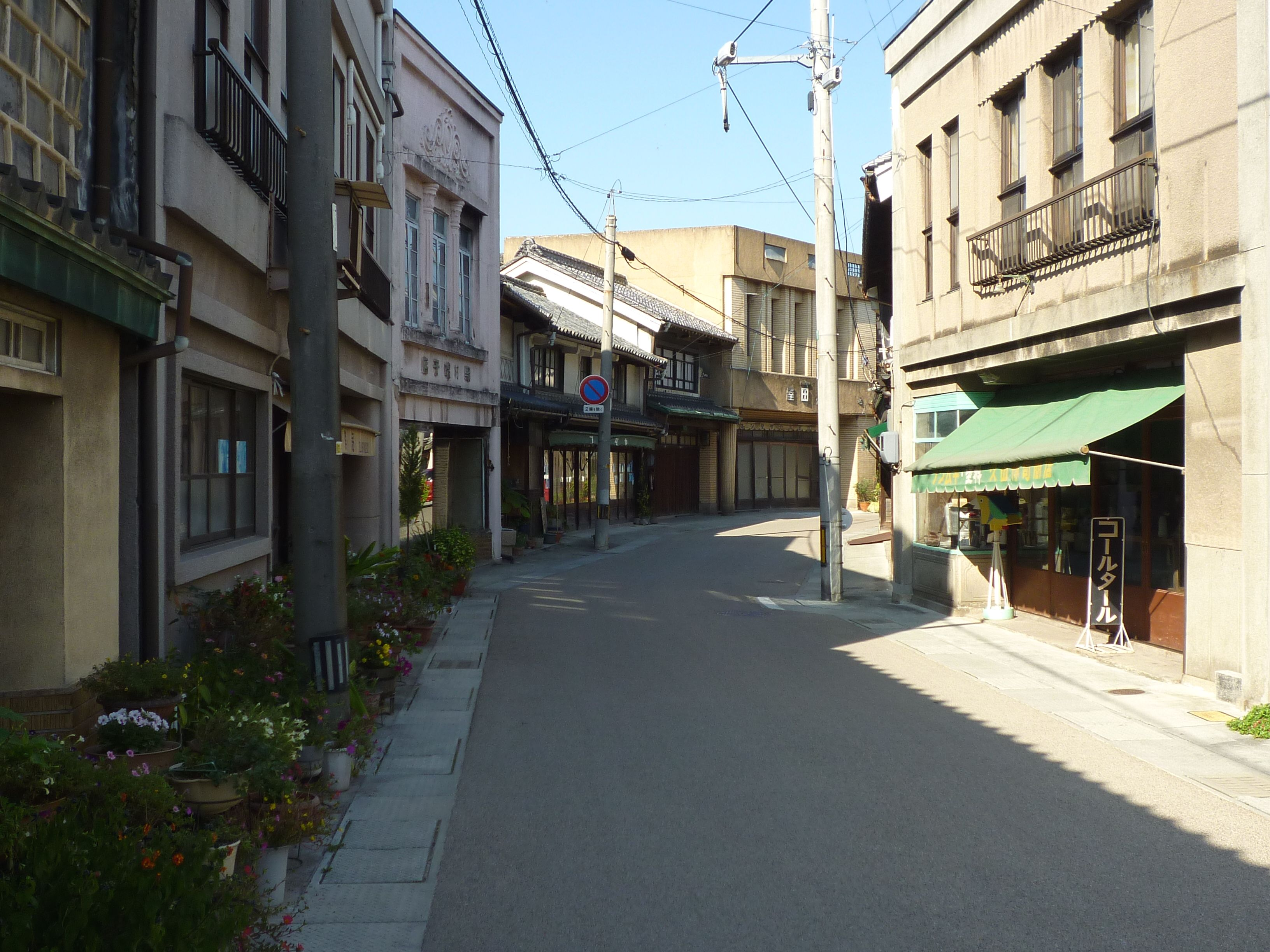
西大寺の五福通り商店街

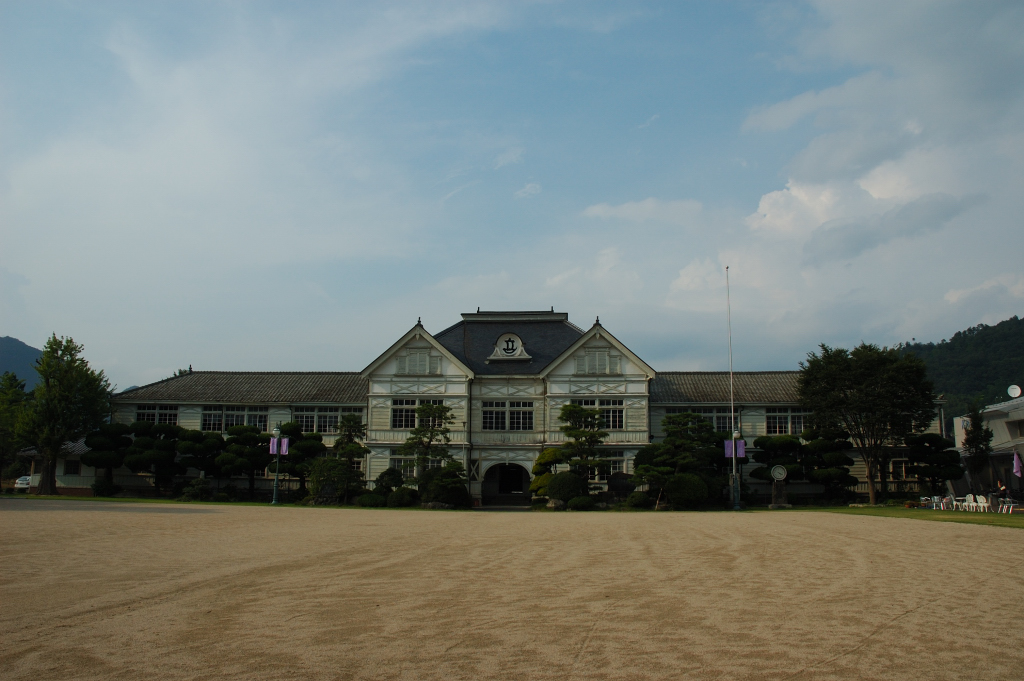
旧遷喬尋常小学校校舎

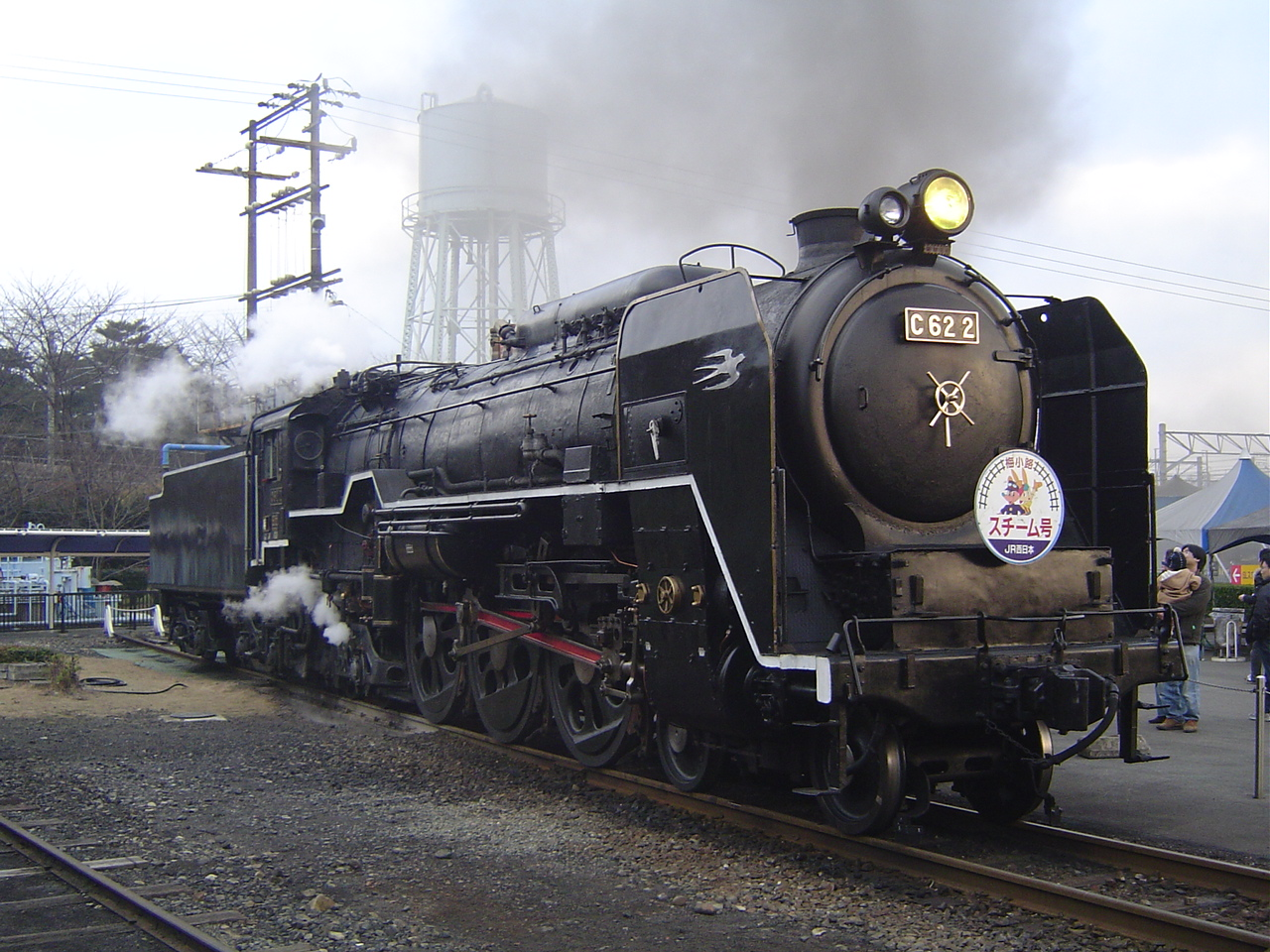
梅小路蒸気機関車館のC62

  - 玉島 - 倉敷市。玉島の中心部である玉島通町商店街周辺や玉島港橋の水門がロケ地。
  - 西大寺 - 岡山市東区。中心市街地の西大寺の門前町・五福通り商店街周辺がロケ地。
  - 藤戸町・藤戸饅頭本舗 - 倉敷市倉敷。藤戸饅頭本舗本店およびその周辺がロケ地。
  - 久世町 - 真庭市。旧遷喬尋常小学校校舎がロケ地。
- 福岡県
- 群馬県
  - 館林市 - オープニングのシーンは、館林市のオープンスタジオで撮影された。
- 京都府
  - 京都府京都市下京区梅小路頭町 - 梅小路蒸気機関車館。C62を使用した。
- 兵庫県
  - 兵庫県神戸市兵庫区 - 川崎重工業兵庫工場。151系を使用。

## ソフト化
発売元は小学館、販売元はバップ。
- -ALWAYS 三丁目の夕日- 夕日町のひみつ（DVD1枚組、2005年10月20日発売）
  - 映画公開に先駆けて発売されたナビゲートDVD。
- ALWAYS 三丁目の夕日 DVD通常版（1枚組、2006年6月9日発売）
  - 映像特典
    - 特報・劇場予告編・TVスポット集
    - キャスト・スタッフプロフィール

  - 音声特典
    - オーディオコメンタリー1（監督：山崎貴インタビューバージョン）
    - オーディオコメンタリー2（映画館泣き笑い音声）
- ALWAYS 三丁目の夕日 DVD豪華版（本編DVD+特典DVD+CD-ROMの3枚組、2006年6月9日発売）
  - ディスク1：本編DVD（通常版と同様）
  - ディスク2：特典DVD
    - パイロット映像
    - 『ALWAYS 三丁目の夕日』の舞台裏
    - 未公開映像
    - もうひとつの「ALWAYS」
    - 「三丁目への入り口」〜オープニングシーン誕生秘話〜
    - 視覚効果の世界

  - 封入特典
    - ブックレット『記録〜"昭和"はこうしてつくられた』（128P）
    - 「三丁目の夕日」昭和玉手箱
      - CD-ROM ：「ALWAYS 三丁目の夕日」公式サイト収録（「三丁目探索」、「昭和語録」、「メッセージボード」）
      - 立体写真（5枚組）
      - 特製立体眼鏡
      - 「ALWAYS 三丁目の夕日」ポスター原画レプリカ
      - 家族写真セット（「鈴木家」、「茶川家」）

  - 特製アウターケース付きデジパック仕様
- ALWAYS 三丁目の夕日 ブルーレイ（1枚組、デジタルリマスター版、2011年12月21日発売）
  - 映像特典
    - 特報・劇場予告編・TVスポット集
    - キャスト・スタッフプロフィール
    - 「ALWAYS 三丁目の夕日'64」特報・劇場予告編

  - 音声特典
    - オーディオコメンタリー1（監督：山崎貴インタビューバージョン）
    - オーディオコメンタリー2（映画館泣き笑い音声）

## その他
- 冒頭には、1960年代を想わせる東宝スコープのロゴが登場している。
- 映画プログラムには、作中に登場する架空の月刊誌『冒険少年ブック』2005年11月号が、綴じ込みで収録されている。内容は、東京タワー開業の年である1958年（昭和33年）の主な出来事、映画や新製品、ヒット曲などを紹介するほか、山崎貴監督のインタビュー、原作者である西岸良平のメッセージ、泉麻人のコラム、当時の少年雑誌で活躍していた画家・小松崎茂の思い出（昭和ロマン館館長・根本圭助による）、東京タワーのパンフレットの復刻版『世界一の東京タワー』などである。
- 映画の宣伝がテレビコマーシャルで流れた際、折しも日本テレビ系で放映されていたテレビアニメ『闘牌伝説アカギ 〜闇に舞い降りた天才〜』でも、オープニングとAパートの間でCMがオンエアされている。この両作は内容的には全く異なるものの、年代設定が昭和32年頃とされており、街の背景に建設中の東京タワーが登場しているという共通項を持つ。
- 2012年1月12日にタンザニアのドドマ大学で開催された第1回ジャパン・フェスティバルにて本作品が上映され、学生らが観賞した[69]。